# کارمو دا ماتا
کارمو دا ماتا (به پرتغالی: Carmo da Mata) یک منطقهٔ مسکونی در برزیل است که در میناز ژرایس واقع شده‌است. کارمو دا ماتا ۱۱٬۵۱۱ نفر جمعیت دارد.